# Dobó család
A ruszkai nemes és báró Dobó család egy 13. századból eredő, magyar nemesi, majd főnemesi család.

## Története
A Dobók közös eredetűek a Pálóci és a ruszkai Bátor családokkal. Első ismert ősük Pánki Jakab, akinek a fia, Gergely, már Pányokinak nevezte magát. Ez a Gergely Bodony várát hősiesen védte a törökök[vitatott] ellen, ezért V. Istvántól több falu birtokát is megkapta adományba. Gergely fia, Jakab, már Ruszkai néven szerepelt, két fiától származik a Dobó és a Bátor család. Ruszkai Dobó, az idősebbik fiú, később a Dobó család őse lett, míg öccse, János, a Bátor családot alapította. A Bátor család a 15. században nagy valószínűséggel ki is halt. A Dobók közül kitűnik István, aki Dobó Domonkos és Czékey Zsófia házasságából született egyik gyermek a hat közül. István volt a híres egri várvédő. Testvérei közül Ferenc Bars vármegye főispánja, Domonkos pedig Miksa király asztalnoka volt. A már említett Ferenc főispánt, többször is megingott lojalitása miatt I. Ferdinánd 1542-ben fogságba vetette. Nevezetes még a családból az egri várvédő két gyermeke, Ferenc, aki szintén barsi főispán volt, apja síremlékét állíttatta; valamint Krisztina, aki Balassa Bálint költő felesége volt. A család minden valószínűség szerint Dobó Ferenc fiával, Jánossal halt ki a 17. században.
A családban István, az egri hős kapta a bárói címet 1553-ban I. Ferdinándtól.

## Jelentősebb családtagok
- Dobó Ferenc, barsi főispán
- Dobó István, Eger várának híres kapitánya
- Dobó Krisztina, Balassa Bálint felesége